# こきち
こきち（6月7日 - ）、日本の漫画家。福岡県出身。「アンダーハート」が第7回りぼん新人まんがグランプリデビュー賞受賞。

## 作品リスト
特記する作品以外全て集英社、りぼんマスコットコミックスから刊行されている。

### 漫画作品
- アンダーハート（『りぼん』2020年春の大増刊号） - デビュー作[2]。
- めもの留年事情[3]（『りぼんスペシャルバニラ』2020年夏の大増刊号）
- 感情ちゃん[4]（『りぼんスペシャルミント』2020年夏の大増刊号）
- 空想ヒーロー[5]（『りぼん』2020年12月号）
- #真面目に青春する方法[6]（『りぼん』2021年3月号）
- うそつきいおちゃん[7]（『りぼんスペシャル』2021年春の大増刊号）
- 『るるてる ルル魔法学校においでよ』[8]、全3巻（『りぼん』2022年1月号 - 12月号）
  1. 2022年4月25日発売[9][10]、ISBN 978-4-08-867668-5
    - るるてる ルル魔法学校においでよ 番外編（『りぼんスペシャル』2022年春の大増刊号）

  2. 2022年8月25日発売[11]、ISBN 978-4-08-867677-7
    - るるてる ルル魔法学校においでよ 番外編（『りぼんスペシャルBlack』2022年夏の大増刊号）

  3. 2022年12月23日発売[12]、ISBN 978-4-08-867695-1
- きっと明日に架かる雲(『りぼんスペシャルふわふわ』2023年夏の大増刊号)
- 片恋サンタ（『りぼん』2024年1月号[13]）
- デラシネ・カモミール（原作：竹内文香、『りぼんスペシャル』2024年春の大増刊号[14]）
- 『いれいすハウスへようこそ！〜個性バラバラな歌い手が一緒に住むことになった件〜』（監修：VOISING、『りぼん』2024年5月号[15] - 2025年3月号[16]）
  - 2025年5月23日発売[17]、ISBN 978-4-08-867801-6
- 『えんじぇるめいと』、既刊2巻（『りぼん』2024年8月号[18] - ）
  1. 2024年12月24日発売[19][20]、ISBN 978-4-08-867783-5
  2. 2025年5月23日発売[21]、ISBN 978-4-08-867797-2
- いじめ引き受けロボット ジーマ（『りぼん』2025年7月号別冊ふろく『怖いりぼん』[22]）

### イラスト
- キミにはないしょ!（著者：汐月うた、集英社みらい文庫）
  1. あて先ちがい!?の交換日記（2022年8月5日発売[23]、ISBN 978-4-08-321736-4）
  2. 運動会、ふたりきりの特訓（2023年1月27日発売[24]、ISBN 978-4-08-321762-3）
  3. たいせつな友だちの好きなひと（2023年6月23日発売[25]、ISBN 978-4-08-321788-3）
  4. 思いよ届け! 音楽祭のキセキ（2023年10月27日発売[26]、ISBN 978-4-08-321813-2）
  5. 卒業、いちばん伝えたい気持ち（2024年2月22日発売[27]、ISBN 978-4-08-321832-3）
- もふきゅん♡ベイビー!（著者：碧井こなつ、野いちごジュニア文庫）
  1. 謎の赤ちゃんに出会ったら、モテ男子と同居が始まりました（2022年10月20日発売[28]、ISBN 978-4-81-378066-3）
  2. マルちゃんが迷子!? 同居生活は波乱の連続!（2023年2月20日発売[29]、ISBN 978-4-81-378081-6）
  3. ついに両想い!?　鳳来くんの溺愛は終わらない♡（2023年6月20日発売[30]、ISBN 978-4-81-378102-8）